# پیرو پوزی
پیرو پوزی (انگلیسی: Piero Pozzi; ۱۸ اکتبر ۱۹۲۰ – ۷ دسامبر ۱۹۹۱) بازیکن فوتبال اهل ایتالیا بود.
از باشگاه‌هایی که در آن بازی کرده‌است می‌توان به باشگاه فوتبال اینتر میلان، باشگاه فوتبال تورینو، باشگاه فوتبال ارورا پرو پاتریا ۱۹۱۹، باشگاه فوتبال کالیاری، و باشگاه فوتبال پرو ورچلی اشاره کرد.